# Akira Sasaki
Akira Sasaki (佐々木 明?, Sasaki Akira; Hokuto, 26 settembre 1981) è uno sciatore alpino giapponese specialista dello slalom speciale.

## Biografia

### Stagioni 1997-2006
Sasaki iniziò a partecipare a gare FIS nel novembre del 1996; nel 1999 esordì ai Mondiali juniores e nel 2001 ai Mondiali, senza ottenere risultati di rilievo. Sempre nel 2001, il 17 febbraio, debuttò in Coppa del Mondo a Shigakōgen, in Giappone, non riuscendo però a qualificarsi per la seconda manche. L'anno dopo venne l'esordio Giochi olimpici invernali: a Salt Lake City 2002 fu 34º nello slalom gigante e non concluse lo slalom speciale.
I primi risultati significativi arrivarono nella stagione 2002-2003, con il secondo posto nello slalom speciale di Wengen, in Svizzera, del 19 gennaio 2003 e l'entrata nel primo gruppo di merito, a cui sono riservati i primi quindici numeri di partenza in ogni gara. Ai Mondiali di Sankt Moritz 2003 fu 38º nel supergigante e non completò slalom gigante, slalom speciale e combinata. Non concluse le prove di slalom gigante e di slalom speciale né ai Mondiali di Bormio 2005, né ai XX Giochi olimpici invernali di Torino 2006. In quella stagione 2005-2006 ottenne l'ultimo dei suoi tre podi in Coppa del Mondo, a Shigakōgen il 10 marzo.

### Stagioni 2007-2025
Ai Mondiali di Åre 2007 fu 54º nel supergigante, 28º nello slalom gigante, 36º nella supercombinata e non concluse lo slalom speciale, mentre a quelli di Val-d'Isère 2009 non arrivò al traguardo né in slalom gigante né in slalom speciale. Ai XXI Giochi olimpici invernali di Vancouver 2010 fu 18° nello slalom speciale, suo miglior piazzamento olimpico in carriera. Partecipò quindi ai Mondiali di Garmisch-Partenkirchen 2011 (non concluse lo slalom speciale), a quelli di Schladming 2013 (19° nello slalom speciale) e ai XXII Giochi olimpici invernali di Soči 2014 (non concluse la seconda manche dello slalom speciale).
Al termine dello slalom gigante di Kranjska Gora, nella stagione 2013-2014, si ritirò dall'attività agonistica, ma è tornato alle competizioni nella stagione 2022-2023 con la partecipazione ai Campionati argentini di quell'anno. In seguito ha preso parte a gare di slalom speciale in Coppa Europa, Nor-Am Cup, Far East Cup , FIS e nazionali.

## Palmarès

### Coppa del Mondo
- Miglior piazzamento in classifica generale: 25º nel 2006
- 3 podi (tutti in slalom speciale):
  - 3 secondi posti

### Coppa Europa
- Miglior piazzamento in classifica generale: 47 nel 2013
- 1 podio:
  - 1 terzo posto

### Nor-Am Cup
- Miglior piazzamento in classifica generale: 41º nel 2005
- 2 podi:
  - 2 terzi posti

### South American Cup
- Miglior piazzamento in classifica generale: 29º nel 2023
- 1 podio:
  - 1 vittoria

#### South American Cup - vittorie
| Data           | Località | Paese | Specialità |
| -------------- | -------- | ----- | ---------- |
| 28 agosto 2022 | La Parva | Cile  | SL         |

Legenda:

SL = slalom speciale

### Far East Cup
- Miglior piazzamento in classifica generale: 4º nel 1999 e nel 2000
- 15 podi:
  - 7 vittorie
  - 5 secondi posti
  - 3 terzi posti

#### Far East Cup - vittorie
| Data             | Località    | Paese         | Specialità |
| ---------------- | ----------- | ------------- | ---------- |
| 3 marzo 1999     | Nozawaonsen | Giappone      | SL         |
| 21 gennaio 2000  | Yongpyong   | Corea del Sud | SL         |
| 3 marzo 2000     | Nozawaonsen | Giappone      | GS         |
| 7 marzo 2002     | Shigakōgen  | Giappone      | SL         |
| 29 febbraio 2012 | Shigakōgen  | Giappone      | GS         |
| 1º marzo 2012    | Shigakōgen  | Giappone      | SL         |
| 4 marzo 2013     | Shigakōgen  | Giappone      | SL         |

Legenda:

GS = slalom gigante

SL = slalom speciale

### Australia New Zealand Cup
- Miglior piazzamento in classifica generale: 25º nel 2014
- 1 podio:
  - 1 secondo posto

### Campionati giapponesi
- 6 medaglie[2]:
  - 3 ori (slalom speciale nel 2007; slalom speciale nel 2012; slalom gigante nel 2013)
  - 3 bronzi (slalom gigante, slalom speciale nel 2000; slalom gigante nel 2012)